# Persona 5 The Animation: The Day Breakers
Persona 5 The Animation: The Day Breakers är en anime producerad av A-1 Pictures som hade premiär den 3 september 2016 på japansk TV. Handlingen fungerar som en prolog till spelet Persona 5.
Huvudrollsinnehavarna i animen har samma röstskådespelare som i spelet.